# المحارب الأخير (فلم 2000)
المحارب الأخير (بالإنجليزية: The Last Warrior) هو فيلم حركة ودراما وخيال علمي تم إنتاجه في الولايات المتحدة وصدر سنة 2000 بطولة دولف لندجرين.

## الميزانية والإيرادات
بلغت تكلفت الفيلم حوالي 3 مليون دولار.

## وصلات خارجية
- مقالات تستعمل روابط فنية بلا صلة مع ويكي بيانات

المحارب الأخير على IMDb
المحارب الأخير على Rotten Tomatos